# Église Saint-Pierre de Cayres
Pour les articles homonymes, voir Église Saint-Pierre.
L'église Saint-Pierre est une église catholique située à Cayres, en France.

## Localisation
L'église est située dans le département français de la Haute-Loire, sur la commune de Cayres.

## Historique
L'édifice est inscrit au titre des monuments historiques en 1935.
Son édification initiale remonte autour de 1870 ; l'église est de style néogothique.